# Léopold-Émile Reutlinger
Pour les articles homonymes, voir Reutlinger.
Léopold-Émile Reutlinger est un photographe français, né le 17 mars 1863 à Callao au Pérou et mort le 16 mars 1937 à Paris.

## Biographie
En 1893, après dix ans de colloboration avec son père Émile Reutlinger (de) (1825-1907), Léopold-Émile Reutlinger prend la tête de l'atelier photographique familial, fondé durant la décennie 1850 par son oncle, le photographe germano-français Charles Reutlinger (1816-1888), puis repris par son père Émile vers 1880.
Léopold-Émile Reutlinger a réalisé un très grand nombre de portraits photographiques, dont ceux de personnalités comme Mata Hari, Cléo de Mérode, Colette, Anna Held, Liane de Pougy, La Belle Otero, Amélie Diéterle, Sarah Bernhardt, Yvonne Dubel. Beaucoup ont été publiés sur des cartes postales.
Son fils Jean Reutlinger a travaillé quelques années à ses côtés en tant que photographe, avant de mourir pour la France à 23 ans moins d'un mois après le début de la première guerre mondiale.

## Collections
- Bibliothèque nationale de France, Paris[1].

## Exposition
- Octobre - novembre 1979 : Les Reutlinger : photographes à Paris 1850-1937, Bibliothèque nationale, Département des estampes et photographies, Paris[2],[3].